# Зорьян, Стефан Ильич
Стефан Егиаевич (Степан Ильич) Зорьян (наст. фам. Аракелян, 3 [15] сентября 1890 или 15 сентября 1889, Караклис, Эриванская губерния — 14 октября 1967, Ереван) — армянский писатель, академик АН Армении (1965).

## Биография
Родился в крестьянской семье в селе Караклис (ныне г. Ванадзор). Начал учился в русскоязычной школе, в 1906 году переехал в поисках заработка в Тифлис. Там работал сначала корректором в типографии, затем переводчиком в редакции армянской газеты «Սուրհանդակ», в 1912—1919 годах — как переводчик и стилист в газете «Մշակի». В 1919 году ненадолго вернулся домой, затем переехал в Ереван. С 1922 по 1925 год работал в Наркомпросе СССР, в 1929 году был избран членом ЦК, оставаясь в его составе до 1937 года. С 1950 по 1954 год был секретарём Союза писателей Армянской ССР. В 1953 и 1957 году избирался в состав Верховного совета СССР.

## Память
В 1972 году в родной деревне Зорьяна был открыт дом-музей писателя. Именем Зорьяна названа улица в Ереване.

## Сочинения
Первую прозу написал в 17 лет. В рассказах, относящихся к дореволюционному времени, описывал быт и нравы глухой армянской деревни и далёкого провинциального городка. Стефан создал целую галерею мастерских портретов маленьких людей, запросы которых ограничены узким кругом личных интересов и повседневных забот. В деревне его интересуют крестьяне, задавленные неимоверной нуждой и подрастающее молодое поколение.
Печататься начал в 1909 году. Манера письма Зорьяна лирически мягкая, искренняя, лаконичная.
Первый сборник рассказов Зорьяна «Хмурые люди» («Грустные люди», 1918) проникнут любовью к обездоленным людям.
После Октябрьской революции поддержал установление советской власти и начал писать рассказы о новой жизни в армянском обществе. Так, например, в повестях «Председатель ревкома» (1923) (экранизирован в 1977 г.) и «Девушка из библиотеки» (1925) Стефан Зорьян рассматривает общественную жизнь и людей с точки зрения советской действительности, отвергая всё, что ей противоречит. Социалистические преобразования в маленьком городке показаны в романе «Белый город» (1930). Автобиографический роман «История одной жизни» (т. 1—2, 1935—39) — драматическая картина жизни дореволюционного Закавказья, история нравственных исканий героев, нашедших правду в революции.
В годы Великой Отечественной войны 1941—45 Зорьян написал исторический роман «Царь Пап» (1944) о героической борьбе армян против чужеземных захватчиков в IV в. в период ранней армянской государственности. В 1959 г. опубликован другой историко-философский роман «Армянская крепость», являющийся предысторией «Царя Пап». Начатый ещё в 1930-е гг. роман «Семья Амирянов» полностью опубликован в 1963 г. В «Книге воспоминаний» (1958) С. Зорьян рассказал о встречах с М. Горьким, О. Туманяном, А. Ширванзаде и др.
Также писал о Великой Отечественной войне, из-под его пера вышел ряд произведений для детей и юношества, несколько сценариев к фильмам по собственным произведениям (например, к фильму «Яблоневый сад» 1985 года по его же рассказу 1917 года).
Переводил на армянский язык произведения Льва Толстого, в т.ч. «Войну и мир», А. Чехова, И. Тургенева, А. Островского, В. Яна, Вс. Гаршина, Г. Сенкевича, Марка Твена, Ст. Цвейга, Ги Мопассана, Г. Бичер-Стоу и др.
Его произведения переведены на русский, украинский, белорусский, грузинский, азербайджанский, молдавский, литовский, эстонский, курдский, чешский, польский, болгарский, румынский, словацкий, венгерский, шведский, немецкий, французский, английский, испанский, арабский, китайский языки.

### На армянском языке
- Грустные люди, Сб. рассказов, Эривань, 1918
- Плетень, Сб. рассказов, Эривань, 1923
- Война, Сб. рассказов, Эривань, 1925
- Азаран Бибул, Эривань, 1925
- Цован, Сб. рассказов, Эривань, 1925
- Девушка из библиотеки, Эривань, 1926
- Предревкома, Эривань, 1927
- Огонь, Сб. рассказов, Эривань, 1927
- Беспризорник Аршо, Эривань, 1928

### Основные издания на русском языке
- Девушка из библиотеки. Изд. Гиз РСФСР, М., 1929
- Предревкома. Изд. Гиз РСФСР, М., 1929 (в переизданиях как Председатель ревкома)
- Царь Пап. Советский писатель, М., 1946
- Ночь в лесу: Рассказы. Детгиз, М., 1955
- Избранные произведения. ГИХЛ, М., 1956
- Рассказы. Советский писатель, М., 1959
- Семья Амирянов. Советский писатель, М., 1967
- Собрание сочинений в пяти томах. Художественная литература, М., 1973—1976
- Армянская крепость. Царь пап. Советский писатель, М., 1984
- Вараздат. ЮниПресс СК, М., 2008

## Награды
- Орден Ленина (27.06.1956).
- Орден Трудового Красного Знамени (07.01.1936).
- Орден «Знак Почёта» (31.01.1939).
- Медаль «За трудовую доблесть» (26.09.1960).
- Другие медали.